# Rajaraja Chola I
Rajaraja Chola I, detto Rajaraja il grande (in tamil: முதலாம் இராஜராஜ சோழன்|ராஜ ராஜ சோழன்; 947? – 1014), è stato il fondatore dell'impero Chola, che ha regnato fra il 985 e il 1014.
Fu lui a trasformare il regno Chola in un impero, estendendo il suo potere su tutto il sud dell'India e su buona parte dell'odierno Sri Lanka. 
Rajaraja I fece diventare la dinastia Chola una grande potenza marittima nel sud dell'India, seppe creare un potente impero, ne estese i confini con grandi conquiste territoriali e portò allo splendore la città di Tanjore (Thanjavur, secondo la doppia terminologia tamil/inglese) sua capitale, facendone un centro culturale che raccolse artisti e studiosi di scienze sacre. Nella città fece costruire un grande tempio, il Brihadeshwara (dedicato al dio Shiva), simbolo della gloria, della potenza e della ricchezza dei Chola, che portò a termine in soli sei anni. Nell'arco della sua reggenza fece costruire, in totale, 52 templi.

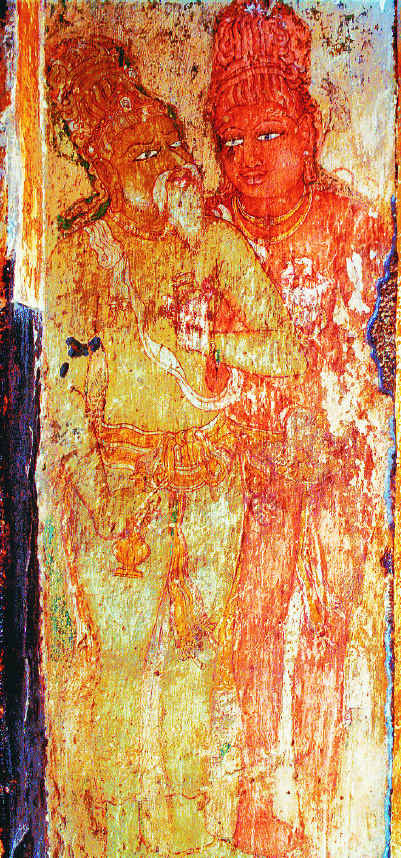
Affresco trovato nel tempio di Brihadeesvara, Tamil Nadu, XI secolo. Si ritiene che rappresenti Rajaraja Chola e il suo guru